# Oskar Schnirch
Oskar Schnirch (* 19. September 1902 in Bautsch, Mähren; † 5. April 1995 in München) war ein österreichischer Kameramann.

## Leben
Er kam 1918 als Kameraassistent und Lehrling von Jakob Fleck zur Wiener Kunstfilm und filmte schon zwei Jahre später eigenverantwortlich seinen ersten Dokumentarfilm. Ab 1937 lebte er im Deutschen Reich. 
Schnirch stand in den 1930er und 40er Jahren bei zahlreichen Unterhaltungsfilmen hinter der Kamera. Eine Ausnahme in dieser Hinsicht bildet 1947 lediglich seine Arbeit für Georg Wilhelm Pabsts Nachkriegserstling Der Prozeß. Nach dem Krieg lebte er in München und konnte seine Laufbahn beim deutschen Film fortsetzen. Filmkomödien, Schlagerfilme und Heimatfilme blieben sein bevorzugtes Metier. Nach seinem 60. Geburtstag drehte er nur noch Fernsehfilme, ehe er sich 1970 ins Privatleben zurückzog. Seine Urnengrabstelle befindet sich auf dem Waldfriedhof Grünwald.

## Filmografie (Auswahl)
- 1920: Feinde der Menschheit (Dokumentarfilm)
- 1921: Die Geburt des Antichrist
- 1923: Durch Nacht und Eis (Dokumentarfilm)
- 1927: Der Abtrünnige
- 1929: Ein Radiotraum
- 1929: Die Beute des Scheiks
- 1930: Bünzlis Großstadterlebnisse
- 1931: Wiener Zauberklänge
- 1932: Was sagt Onkel Emil dazu?
- 1934: Frauenraub (Rapt)
- 1935: Lady Windermeres Fächer
- 1935: Die ewige Maske
- 1936: Konfetti (Confetti)
- 1937: Ich möcht’ so gern mit Dir allein sein (Millionäre)
- 1937: Liebling der Matrosen
- 1938: Rätsel um Beate
- 1938: Adresse unbekannt
- 1938: In geheimer Mission
- 1938: Der Hampelmann
- 1938: Diskretion – Ehrensache
- 1939: Aufruhr in Damaskus
- 1939: Dein Leben gehört mir
- 1939: Hurra! Ich bin Papa!
- 1939: Flucht ins Dunkel
- 1939: Ehe in Dosen
- 1940: Alles Schwindel
- 1940: Im Schatten des Berges
- 1941: Der siebente Junge
- 1941: Hauptsache glücklich
- 1941: Venus vor Gericht
- 1942: Fronttheater
- 1943: Die beiden Schwestern
- 1943: Ein Walzer mit dir
- 1943: Fahrt ins Abenteuer
- 1944: Die Zaubergeige
- 1945: Das alte Lied
- 1946: Praterbuben
- 1947: Triumph der Liebe
- 1948: Der Prozeß
- 1948: Das singende Haus
- 1948: Maresi
- 1949: Vagabunden
- 1949: Liebling der Welt
- 1950: Mein Herz gehört Dir
- 1950: Export in Blond
- 1950: Hochzeit mit Erika
- 1950: Furioso
- 1950: Seitensprünge im Schnee
- 1951: Das späte Mädchen
- 1951: K – Das Haus des Schweigens
- 1951: Der schweigende Mund
- 1952: Der Tag vor der Hochzeit
- 1952: Wir werden das Kind schon schaukeln (Schäm dich, Brigitte)
- 1953: Tagebuch einer Verliebten
- 1953: Wirbel um Irene (Irene in Nöten)
- 1953: Der Verschwender
- 1953: Alles für Papa
- 1954: Gitarren der Liebe
- 1954: Der rote Prinz
- 1955: Heldentum nach Ladenschluß
- 1955: Du bist die Richtige
- 1955: Musik, Musik und nur Musik
- 1955: Reich mir die Hand, mein Leben
- 1955: Die Mädels vom Immenhof
- 1956: Johannisnacht
- 1956: Santa Lucia
- 1956: Rot ist die Liebe
- 1957: Träume von der Südsee
- 1957: Siebenmal in der Woche
- 1957: Heute blau und morgen blau
- 1958: Ohne Dich kann ich nicht leben
- 1958: Die Landärztin
- 1959: Heiße Ware
- 1959: Alle lieben Peter
- 1959: Der Haustyrann
- 1960: Der Schleier fiel…
- 1960: Der Gauner und der liebe Gott
- 1962: Dicke Luft
- 1962: Streichquartett
- 1963: Die zwölf Geschworenen
- 1964: Kennen Sie Heberlein?
- 1964: Eiche und Angora
- 1965: Der müde Theodor
- 1966: Das Mißverständnis
- 1967: Die Mission
- 1970: Emilia Galotti
- 1970: Ich liebe die Welt